# Phare de Santa Cruz (Argentine)
Le phare de Santa Cruz (en espagnol : Faro Santa Cruz) est un phare actif situé à l'embouchure sud du Río Santa Cruz (département de Corpen Aike), dans la Province de Santa Cruz en Argentine.
Il est géré par le Servicio de Hidrografía Naval (SHN) de la marine .

## Histoire
Le phare  a été mis en service le 24 février 1923 à 20 km au sud de Puerto Santa Cruz.
Il était, à l'origine, alimenté à l'acétylène. Depuis 1989 il est électrifié à l’énergie solaire fournie par des panneaux solaires photovoltaïques.

## Description
Ce phare  est un tour cylindrique en métal , avec une galerie et une lanterne circulaire de 12 m de haut, au centre d'un petit bâtiment circulaire blanc. La tour est peinte en noir avec une bande blanche et la lanterne est noire. Il émet, à une hauteur focale de 157 m, quatre longs éclats blancs de 1.5 secondes, séparés par 6 secondes, par période de 60 secondes. Sa portée est de 12.9 milles nautiques (environ 24 km).
Identifiant : ARLHS : ARG-066 - Amirauté : G1210.1 - NGA : 110-20020 .

## Caractéristique dufeu maritime
Fréquence : 60 secondes (W-W-W-W)
- Lumière : 1.5 secondes
- Obscurité : 5 secondes
- Lumière : 1.5 secondes
- Obscurité : 39 secondes

### Lien connexe
- Liste des phares d'Argentine